# South West (circonscription électorale de Londres)
Pour les articles homonymes, voir South West.
Circonscription territorial de 
l'Assemblée de Londres
South West est une circonscription territorial de la London Assembly.
Elle recouvre les boroughs londoniens de Hounslow, Kingston upon Thames et Richmond upon Thames.
Son siège est actuellement détenu par Tony Arbour du Parti conservateur.

## Membres de l'Assemblée
| Élection | Élection | Membre      | Parti        | Portrait |
| -------- | -------- | ----------- | ------------ | -------- |
|          | 2000     | Tony Arbour | Conservateur |          |

## Résultats de l'élection
| Parti                        | Parti             | Candidat       | Voix    | %     | ±     |
| ---------------------------- | ----------------- | -------------- | ------- | ----- | ----- |
|                              | Conservateur      | Tony Arbour    | 84,381  | 39,47 | -0.37 |
|                              | Travailliste      | Martin Whelton | 62,937  | 29,44 | +0.70 |
|                              | Libéral Démocrate | Rosina Robson  | 30,654  | 14,34 | -2.34 |
|                              | Green             | Andree Frieze  | 19,745  | 9,23  | -0.51 |
|                              | UKIP              | Alan Craig     | 14,983  | 7,00  | +2.10 |
|                              | Socialiste (GB)   | Adam Buick     | 1,065   | 0,49  | N/A   |
| Majorité                     | Majorité          | Majorité       | 21,444  | 10,03 |       |
| Total des suffrages exprimés |                   |                |         |       |       |
| Votes nuls                   |                   |                |         |       |       |
| Participation                | Participation     | Participation  | 213,765 |       |       |

| Parti                        | Parti                        | Candidat                     | Voix    | %     | ±      |
| ---------------------------- | ---------------------------- | ---------------------------- | ------- | ----- | ------ |
|                              | Conservateur                 | Tony Arbour                  | 69,151  | 39,84 | -0.98  |
|                              | Travailliste                 | Lisa Homan                   | 49,889  | 28,74 | +12.72 |
|                              | Libéral Démocrate            | Munira Wilson                | 28,947  | 16,68 | -9.85  |
|                              | Green                        | Daniel Goldsmith             | 17,070  | 9,84  | +3.06  |
|                              | UKIP                         | Jeffrey Bolter               | 8,505   | 4,90  | +2.89  |
| Majorité                     | Majorité                     | Majorité                     | 19,262  | 11,10 | -3.19  |
| Total des suffrages exprimés | Total des suffrages exprimés | Total des suffrages exprimés | 173,562 | 98.6  |        |
| Bulletins de vote rejetés    | Bulletins de vote rejetés    | Bulletins de vote rejetés    | 2,518   | 1.4   |        |
| Participation                | Participation                | Participation                | 176,080 | 40,2  | -5.2   |

| Parti         | Parti                         | Candidat             | Voix    | %    | ±     |
| ------------- | ----------------------------- | -------------------- | ------- | ---- | ----- |
|               | Conservateur                  | Tony Arbour          | 76,913  | 40,8 | +7.8  |
|               | Libéral Démocrate             | Stephen Knight       | 49,985  | 26,5 | –3.8  |
|               | Travailliste                  | Ansuya Sodha         | 30,190  | 16,0 | –1.0  |
|               | Green                         | John Hunt            | 12,774  | 6,8  | +0.1  |
|               | National Front                | Andrew Cripps        | 4,754   | 2,5  | N/A   |
|               | UKIP                          | Peter Dul            | 3,779   | 2,0  | –6.4  |
|               | Christian (Christian Peoples) | Sue May              | 3,718   | 1.9  | –0.1  |
|               | Free England                  | Andrew Constantine   | 2,908   | 1,5  | N/A   |
|               | Démocrates anglais            | Roger Cooper         | 1,874   | 1,0  | N/A   |
|               | Left List                     | Tansy Hoskins        | 1,526   | 0,8  | N/A   |
| Majorité      | Majorité                      | Majorité             | 26,928  | 14,3 | +11.6 |
| Participation | Participation                 | Participation        | 188,421 | 45,4 | +6.9  |
|               | Conservateur retenir          | Conservateur retenir | Swing   | +5.8 |       |

| Parti         | Parti                | Candidat             | Voix   | %    | ±    |
| ------------- | -------------------- | -------------------- | ------ | ---- | ---- |
|               | Conservateur         | Tony Arbour          | 48,858 | 33,0 | –2.4 |
|               | Libéral Démocrate    | Dee Doocey           | 44,791 | 30,3 | +0.1 |
|               | Travailliste         | Seema Malhotra       | 25,225 | 17,0 | –5.8 |
|               | UKIP                 | A. G. Hindle         | 12,477 | 8,4  | N/A  |
|               | Green                | Judy Maciejowska     | 9,866  | 6,7  | –3.1 |
|               | Respect              | O. M. Waraich        | 3,785  | 2,6  | N/A  |
|               | Christian Peoples    | P. J. Flower         | 3,008  | 2,0  | N/A  |
| Majorité      | Majorité             | Majorité             | 4,067  | 2,7  | –2.5 |
| Participation | Participation        | Participation        |        | 38,5 | +3.1 |
|               | Conservateur retenir | Conservateur retenir | Swing  | –1.2 |      |

| Parti         | Parti                                  | Candidat         | Voix    | %    | ±   |
| ------------- | -------------------------------------- | ---------------- | ------- | ---- | --- |
|               | Conservateur                           | Tony Arbour      | 48,248  | 35,4 | N/A |
|               | Libéral Démocrate                      | Geoff Pope       | 41,189  | 30,2 | N/A |
|               | Travailliste                           | Jagdish Sharma   | 31,065  | 22,8 | N/A |
|               | Green                                  | Judy Maciejowska | 13,426  | 9,8  | N/A |
|               | London Socialist                       | Danny Faith      | 2,319   | 1,7  | N/A |
| Majorité      | Majorité                               | Majorité         | 7,059   | 5,2  | N/A |
| Participation | Participation                          | Participation    | 136,247 | 35,4 | N/A |
|               | Conservateur vainqueur (nouveau siège) |                  |         |      |     |